# A Fine Mess
Pour le film de Blake Edwards, voir Un sacré bordel !.
Albums de Kate Voegele
Don't Look Away
(2007) Gravity Happens
(2011)
A Fine Mess est le 2e album de la chanteuse et compositrice Kate Voegele. Il a été enregistré en 2008 et est sorti en 2009. Il est encore une fois ressorti mais en version acoustique nommé Deluxe Edition.
De très nombreuses chansons de cet album ont été utilisées dans la série Les Frères Scott comme Manhattan From The Sky, Inside Out, 99 Times, Angel, Sweet Silver Lining et Lift Me Up.
Forever And Almost Away est d'ailleurs le titre de l'épisode 22 de la saison 6 de Les Frères Scott.

## Liste des titres
| No | Titre                           | Durée |
| -- | ------------------------------- | ----- |
| 1. | Inside Out                      | 3:57  |
| 2. | 99 Times                        | 3:26  |
| 3. | Who You Are Without Me          | 3:24  |
| 4. | Angel                           | 4:10  |
| 5. | Sweet Silver Lining             | 3:35  |
| 6. | Playing With My Heart           | 3:56  |
| 7. | Manhattan From the Sky          | 3:30  |
| 8. | Talkin' Smooth                  | 4:27  |
| 9. | Lift Me Up 2009 (Version Album) | 4:35  |

En plus sur A Fine Mess : Deluxe Edition :
| No | Titre                            | Durée |
| -- | -------------------------------- | ----- |
| 1. | Say Anything                     | 3:50  |
| 2. | Unfair                           | 4:09  |
| 3. | Forever and Almost Always        | 4:39  |
| 4. | Playing With My Heart (Acoustic) | 4:48  |
| 5. | We the Dreamers (Demo)           | 3:37  |